# صالح سعيد باعامر
صالح سعيد باعامر (من مواليد 1946 - 14 فبراير 2025) روائي وكاتب قصة قصيرة يمني. ولد في مدينة قصيعر بمحافظة حضرموت. تلقى تعليــمه الابتدائي في مدينة قصيعر ثم أكمل تعليمة المتوسط والثانوي في دولة الكويت وحصل على دبلوم صحافة من مصر. ترجمت له قصة الرقص على ضوء القمر إلى اللغة الإنجليزية وأدرج في مختارات الأدب العربي الحديث عام 1988. ويعد صالح سعيد باعامر واحدا من أعلام السرد اليمني الحديث .

## وصلات خارجية
- صالح سعيد باعامر على موقع أرشيف الشارخ